# Jores Ivanovici Alfiorov
Jores Ivanovici Alfiorov (în rusă Жоре́с Ива́нович Алфёров, denumit după Jean Jaurès; n. 15 martie 1930, Viciebsk, RSS Bielorusă, URSS – d. 1 martie 2019, Sankt Petersburg, Rusia) a fost un fizician rus, laureat al Premiului Nobel pentru Fizică în 2000 împreună cu Herbert Kroemer pentru dezvoltarea heterostructurilor de semiconductori folosite în opto-electronică și în electronica de mare viteză. Cei doi au împărțit jumătate din premiul Nobel, cealaltă jumătate fiind acordată lui Jack Kilby.
În 1972, Jores Ivanovici Alfiorov a primit Premiul Lenin. Alfiorov a fost directorul Institutului Abram Ioffe din Sankt Petersburg. El a primit Premiul Nobel pentru Fizică în anul 2000 și Premiul Kyoto în anul 2001. 
Jores Ivanovici Alfiorov a cercetat în domeniul diodei laser. scannerele, compact disc playerele și imprimantele laser folosesc de exemplu această metodă. 
Alfiorov a studiat la Institutul de Electrotehnică din Leningrad (astăzi Sankt Petersburg) și a fost oaspete științific în SUA. Din 1987 este director la Institutul de Fizică Tehnică A. F. Joffe din Sankt Petersburg, iar din 1989 vicepreședinte al Academiei de științe din Rusia. 
A vizitat în mai multe rânduri Republica Moldova, unde a avut și discipoli.
A fost ales ca membru de onoare al Academiei de Științe a Moldovei ( 2000).

## Activitatea politică
Jores Alfiorov a fost membru PCUS din anul 1965. În anul 1989 a fost ales deputat în Sovietul suprem al URSS din partea Academiei de științe din URSS. După căderea URSS și desființarea Partidului Comunist din URSS în anul 1991 a fost ales în Duma de Stat a Rusiei  din partea mișcării politice "Naș dom -Rossia". În anii 1999-2018 a fost reales pe listele Partidului Comunist din Federația rusă, nefiind membru al acestuia.